# Jurij Jechanurov
Jurij Ivanovyč Jechanurov (in ucraino Юрій Іванович Єхануров; Bel'kači, Sacha-Jakuzia, 23 agosto 1948) è un politico ucraino.
Ha ricoperto il ruolo di primo ministro dell'Ucraina dall'8 settembre 2005 al 4 agosto 2006.